# Harrison County, Iowa
Harrison County är ett administrativt område i delstaten Iowa, USA, med 14 928 invånare. Den administrativa huvudorten (county seat) är Logan. 

## Geografi
Enligt United States Census Bureau har countyt en total area på 1 816 km². 1 805 km² av den arean är land och 10 km² är vatten. 

### Angränsande countyn
- Monona County - nord
- Crawford County - nordost
- Shelby County - öst
- Pottawattamie County - syd
- Washington County, Nebraska - sydväst
- Burt County, Nebraska - nordväst

### Orter
- California Junction
- Dunlap (delvis i Crawford County)
- Little Sioux
- Logan (huvudort)
- Magnolia
- Missouri Valley
- Modale
- Mondamin
- Persia
- Pisgah
- River Sioux
- Woodbine